# Передня нижня мозочкова артерія
Передня нижня мозочкова артерія (ПНМА) - одна з трьох пар артерій, які кровопостачають мозочок. 
Вона бере свій початок від основної артерії з обох боків на рівні межі між довгастим мозком та мостом у стовбурі головного мозку . Артерія має варіабельний хід. Проходячи в дорзальному напрямку, до передньої  нижньої частини мозочка, анастомозує (з'єднується) як із задньою нижньою мозочковою артерією (ЗНМА), гілкою хребетної артерії, так і з верхньою мозочковою артерією (ВМА) .
Від передньої нижньої мозочкової артерії також, в більшості випадків, бере початок артерія лабіринту; однак вона може іноді починатися й від основної артерії .
ПНМА кровопостачає варіабельні ділянки в різних осіб і конкурує в кровопостачанні з ЗНМА (задньою нижньою мозочковою артерією). Але зазвичай регіон її кровопостачання включає передньо-нижню поверхню мозочка, клаптик ( лат. flocculus), середню ніжку мозочку  та нижньобічну частину мосту. 

## Клінічне значення
Оклюзія передньої нижньої мозочкової артерії вважається рідкісною, але загалом призводить до бічного мостового синдрому. Серед ознак - раптові запаморочення та блювота, ністагм, дизартрію, падіння в бік ураження (через пошкодження вестибулярних ядер) та різноманітні іпсилатеральні знаки, включаючи геміатаксію, втрату всіх видів чутливості обличчя (через до пошкодження головного  ядра трійчастого нерва ), паралічу обличчя (через пошкодження ядра лицевого нерва), а також втрати слуху та шуму у вухах (через пошкодження кохлеарних ядер).    Запаморочення іноді може проявлятися як ізольований симптом за кілька тижнів або місяців до того, як настає гостра ішемія та інфаркт головного мозку, ймовірно, це означає транзиторну ішемію внутрішнього вуха або вестибулярного нерва .  Також спостерігається втрата больової та  температурної чутливості з боку контралатеральних кінцівок і тулуба подібно до с-му Валенберга-Захарченка, при якому також спостерігається "перехресна" неврологічна симптоматика, але зазвичай немає кохлеарних симптомів, важкого паралічу обличчя або втрати всіх видів чутливості обличчя. 